# مرك كفتة
مِرِك كُفتة أو كُفتة مرك (بالتركية: Mirik köfte) هي وصفة تركية من كرات اللحم من محافظة سيواس في شرق منطقة وسط الأناضول في تُرْكِيَّة. وهو أحد الأطباق المعهودة في سيواس. المكونات هي البرغل والبصل والبيض والملح والدقيق واللبن والزبدة والثوم والفلفل الأحمر.